# Карсон (річка)
Карсон (англ. Carson River) — річка в Неваді, США.
Має гірський характер. Впадає в озеро Карсон. Довжина річки становить 240 км. Середня витрата води - 11 м/с. Живлення дощове. Води річки використовуються для зрошення. Популярний туристичний об'єкт.